# Delron Buckley
Delron Sebastian Buckley (* 7. Dezember 1977 in Durban) ist ein ehemaliger südafrikanischer Fußballspieler und heutiger Trainer, der auch die deutsche Staatsangehörigkeit besitzt.

## Karriere

### Vereinsebene
Delron Buckley begann bei den Butcherfille Rovers Durban mit dem Fußballspiel. Mit 17 Jahren wechselte er zum VfL Bochum, den er 2004 verließ, um zu Arminia Bielefeld zu gehen. Dort spielte er eine exzellente Saison. Bereits nach einem Jahr wechselte er am 1. Juli 2005 zu Borussia Dortmund. Dort konnte er den Ansprüchen aber nicht gerecht werden und wurde deshalb für die Saison 2006/07 an den FC Basel ausgeliehen. Er spielte sein Mannschaftsdebüt am 10. September 2006 im 2:1-Heimsieg gegen FC Zürich im St. Jakob-Park vor 19'987 Zuschauern. Nach der Saison nutzte der FC Basel die Kaufoption nicht, sodass Buckley zum BVB zurückkehrte, bei dem er im Folgenden auch regelmäßig zum Einsatz kam.
Mit Borussia Dortmund stand er am 19. April 2008 im DFB-Pokal-Finale in Berlin, das die Mannschaft mit 1:2 gegen den FC Bayern München verlor. Sein erstes Pflichtspieltor für den BVB erzielte Buckley am 33. Spieltag der Saison 2007/08 im Auswärtsspiel bei Arminia Bielefeld. Dort gelang ihm der zwischenzeitliche Ausgleich zum 1:1. Zum Ende der Winterpause der Spielzeit 2008/09 wechselte Buckley für ein halbes Jahr zum 1. FSV Mainz 05. Anschließend war er für Anorthosis Famagusta auf Zypern tätig, bei denen er für die Saison 2010/11 allerdings keinen Vertrag mehr erhielt. In der Winterpause 2010/11 unterschrieb Buckley einen bis zum Saisonende datierten Vertrag beim Karlsruher SC, den er nach der Saison um ein weiteres Jahr verlängerte. Nach dem Abstieg mit dem Karlsruher SC aus der 2. Bundesliga 2011/12 verließ Buckley den Verein und unterschrieb im Juni 2012 einen Vertrag bei Maritzburg United in Südafrika. Im Sommer 2014 beendete er seine Spielerkarriere und ist seitdem als Trainer in Südafrika tätig.

### Nationalmannschaft
Für die südafrikanische Fußballnationalmannschaft war Buckley bei der WM 1998, bei der WM 2002 und beim Afrika-Cup 2004 in Tunesien aktiv. Im Jahre 2007 wurde er zum Testspiel gegen Schottland nach längerer Abstinenz zurück in die südafrikanische Fußballnationalmannschaft berufen. Für die Fußball-Weltmeisterschaft 2010 in Südafrika wurde Buckley nicht nominiert. Am 14. November 2012 kam Buckley bei der 0:1-Niederlage im Länderspiel gegen Sambia zum Einsatz.

## Privates
Delron Buckley ist verheiratet und hat drei Töchter (* 2004, * 2007, * 2011).

## Titel und Erfolge
- Schweizer Cupsieger: 2007 mit dem FC Basel
- 2008 DFB-Pokal-Finalist mit Borussia Dortmund

Persönliche Auszeichnungen
- Torschütze des Monats: April 2000